# (5322) Ghaffari
(5322) Ghaffari es un asteroide perteneciente al cinturón de asteroides, descubierto el 26 de agosto de 1986 por Henri Debehogne desde el Observatorio de La Silla, Chile.

## Designación y nombre
Designado provisionalmente como 1986 QB1. Debe su nombre a Abolghassem Ghaffari, un matemático y físico persa-estadounidense.

## Características orbitales
Ghaffari está situado a una distancia media del Sol de 2,860 ua, pudiendo alejarse hasta 2,885 ua y acercarse hasta 2,835 ua. Su excentricidad es 0,008 y la inclinación orbital 3,294 grados. Emplea 1767,04 días en completar una órbita alrededor del Sol.
Los próximos acercamientos a la órbita terrestre se producirán el 31 de mayo de 2104 y el 10 de octubre de 2119, entre otros.

## Características físicas
La magnitud absoluta de Ghaffari es 12,2. Tiene 11,052 km de diámetro y su albedo se estima en 5322. 